# Ким Йонг А
Ким Йонг А (кор. 김영아; род. 3 августа 1992) — южнокорейская шорт-трекистка, выступавшая на международных соревнованиях за сборную Казахстана. Участница зимних Олимпийских игр 2018 в Пхёнчхане.

## Биография
По приглашению главного тренера сборной Казахстана по шорт-треку Мадыгали Карсыбекова приехала в Казахстан в 2014 году, в 2015 году получила гражданство Казахстана. Впервые выступила за Казахстан на международных соревнованиях в 2016 году на этапе Кубка мира в Калгари, где она заняла 10 место на дистанции 1000 м.
В феврале 2017 году завоевала бронзовую медаль в составе сборной Казахстана в эстафете на зимних Азиатских играх в Саппоро. Затем, в том же месяце вновь завоевала бронзу в эстафете на зимней Универсиаде 2017 в Алма-Ате.
Приняла участие на зимних Олимпийских играх 2018 в Пхёнчхане, на которых заняла 19-е место на дистанции 1000 м и 22-е место на дистанции 1500 м.